# Мартин Карбовски
Мартин Кирилов Богданов, по-известен под псевдонима Мартин Карбовски, е български журналист, радио- и телевизионен водещ, писател и поет. Името му се свързва най-вече с телевизионните предавания „Отечествен фронт“, „Предаването на Карбовски“, „Директно Карбовски“, „Карбовски: Втори план“, както и с политическите му анализи и коментари във вестник „Стандарт“ и статиите му в списание „Егоист“.

## Биография
Мартин Карбовски е роден в София през 1970 г. Началното си образование завършва в 138 СОУ „Юрий Гагарин“ (след 10 ноември 1989 г. – 138 СОУ „проф. Васил Златарски“) по системата на Лозанов. През 1984 г. започва средното си образование в Немската гимназия в София – 91 ЕСПУ „Карл Либкнехт“ (след 10 ноември 1989 г. – 91 НЕГ „Проф. Константин Гълъбов“). На 21 септември 1988 г. постъпва на задължителна военна служба в Българската народна армия.
През 1995 г. завършва първото си висше образование със специалност „Мебелно инженерство“ в Лесотехническия университет в София. Същата година получава квалификация по професионална фотография в Техническия университет в София. Завършва второто си висше образование по специалност „Телевизионна журналистика“ в Софийския университет „Св. Климент Охридски“ през 1998 г., откъдето има също бакалавърска степен по изкуствата в специалността „Дизайн“.

### Работа за печатните медии
На 14-годишна възраст Карбовски публикува свои стихове във вестниците „Средношколско знаме“ и „Пулс“. 22-годишен започва работа като репортер и редактор в младежкия вестник „Кой си ти“ на Румен Балабанов. През 1994 г. под името Мартин К. публикува абсурдистките си и лимерични стихотворения във вестник „Ку-ку“ с главен редактор Любен Дилов-син.
Карбовски е работил в почти всички големи български вестници, сред които „Труд“, „24 часа“, „168 часа“, „Новинар“ и „Стандарт“, където публикува анализи, коментари и репортажи. От 2006 г. Карбовски завежда отдел „Специални проекти“ във вестник „Стандарт“.
Едно от най-емблематичните журналистически постижения на Карбовски са текстовете му за култовото през 90-те години в България списание „Егоист“ с издател Мартин Захариев.

### Радиожурналистика
През 1998 година Карбовски стартира двучасово предаване, „Радио пирати“, в ефира на Дарик радио на Радосвет Радев. Там е и продуцент, и водещ на развлекателните предавания – „България следобед“ и „Нощна линия“. По-късно заема позицията заместник-програмен директор и започва да води неделното публицистично предаване „Пропаганда“. След почти 10 години в ефира на Дарик, Карбовски прекратява радио проектите си заради телевизията.

### Телевизионна кариера
Телевизионната кариера на Карбовски започва с предаването „Каналето“ по БНТ, където той работи като сценарист и репортер заедно с Ангел Константинов – Аци. По-късно сам създава своя авторска рубрика – „За мишките и хората“ като част от уикенд програмата на БНТ – „Чай“ с Драго Драганов.
През 2002 г. Карбовски започва да сътрудничи на Кеворк Кеворкян в предаването „Всяка неделя“ по националната телевизия, където прави своите „Обичайни репортажи“ и „Субективно“, като по-късно е поканен да стане съводещ на Кеворкян.
През 2006 г. журналистът стартира свой собствен телевизионен проект по Нова телевизия – „Отечествен фронт“, продуциран от „Телеман“.
През 2010 г. Карбовски стартира и собствено публицистично – актуално, социално и политическо токшоу – „Директно Карбовски“ в Нова телевизия.
В началото на 2013 г. Карбовски се мести в TV7, където в типичната му стилистика продължава да излъчва документалната поредица „Фронтова линия“ и актуалното токшоу „Предаването на Карбовски“.
През 2016 г. се премества в bTV, където води „Карбовски: Втори план“.

### Подкаст
През 2022 г. Карбовски стартира собствен подкаст в Ютюб. В подкаста доминира политическата тематика, като всеки вторник, четвъртък и събота в епизодите биват канени политически анализатори, политици, журналисти и др., които коментират актуални теми в България и по света. Всеки епизод обикновено продължава между 30 и 70 минути. В слоган на предаването се превръща фразата „Това, което няма да ви покажат по телевизията, ще видите при Мартин Карбовски“. През 2024 г. стартира рубриката „Културни войни“ с водещ Владислав Апостолов. През същата година стартира рубриката „Накратко с Виза“ с водещ Виза Недялкова.

### Други
Карбовски е един от създателите на група „Антибиотика“.
Мартин Карбовски е основен инициатор и дарител за построяването на църквата „Събор на Св. Архангели“ в местността Тюлбето край Казанлък през 2024 година.

## Литературно творчество
През 2008 г. Карбовски издава стихосбирката „Антология на живите“, заедно с писателите от друга съвременна литературна група – „Бърза литература“.
През 2007 г. заедно с неговия редактор Мария Йотова правят тримесечна обиколка на Европа по черните пътища на континента, чийто резултат е пътеписът „Черните пътища на Европа“.
Мартин Карбовски е редактор на автобиографичната книга на българската естрадна прима Лили Иванова – „Истината“.

## Награди
Карбовски е носител на награди за своята журналистическа работа. През 2010 г. получава наградата „Черноризец Храбър“ в категорията за политически коментар, а през 2012 г. – „Награда на телевизионните зрители“ за предаванията си „Отечествен фронт“ и „Директно Карбовски“ в рамките на наградата „Св. Влас“.

## Критики и противоречия
През юли 2013 г. „Телеман“ ЕООД, продуцент на телевизионните предавания „Отечествен фронт“ от 2009 г. и „Карбовски: Директно“ от 2010 г., излъчвани като част от програмата на Нова телевизия, подава срещу „Волтер“ ЕООД и Мартин Карбовски искане за установяване на нарушения до Комисия за защита на конкуренцията, тъй като „Телеман“, в качеството си на продуцент, е възложил на „Волтер“ и Карбовски изпълнението на предаванията със срок до края на юли 2014 г., но от февруари 2013 г. „Волтер“ започнал дейност като продуцент на предаванията „Фронт“ и „Предаването на Карбовски“, излъчвани по TV7 с водещ Карбовски. Според „Телеман“ двете нови предавания са почти идентични на продуцираните по-рано „Отечествен фронт“ и „Карбовски директно“ от гледна точка на жанр, концепция, структура, организация, технически характеристики, целева група, декор, финални надписи, формат, графика, автор и водещ. Комисията установява, че не е извършено нарушение.
През декември 2014 г. по сигнал на Български хелзинкски комитет Комисията за защита от дискриминация глобява Мартин Карбовски с 600 лв. за тормоз във връзка с женомразка реч в негова статия. Решението на КЗД е отменено с решение на Административен съд София-град, което е потвърдено от Върховния административен съд. Съдът се мотивира, че предметът на статията бил по-общ, отколкото изявленията, които са атакувани от сигналоподателите пред КЗД; че с акта си КЗД не установила дискриминация спрямо всички жени; както и че кръгът лица, определени с изявленията на Карбовски, не съществуват и поради това не се отнасят до жените изобщо. В края на 2019 г. Мартин Карбовски печели делото, заведено срещу него от Радослав Стоянов, активист на Български хелзинкски комитет. Стоянов обвинява Карбовски в „дискриминационно преследване“, реализирано в „Предаването на Карбовски“, излъчвано по ТВ 7, но Върховният касационен съд се произнася, че поведението на водещия е било защитено от правото му на свобода на изразяването.